# Vassili Vassiliev
Pour les articles homonymes, voir Vassiliev.
Vassili Pavlovitch Vassiliev (en russe : Василий Павлович Васильев), né le 20 février 1818 et mort le 27 avril 1900, est le principal sinologue russe du XIXe siècle.

## Biographie
Vassiliev est né à Nijni Novgorod. Il est entré au département des études orientales de l'Université de Kazan en 1834. Il s'agissait de la première école d'études orientales de Russie. De 1840 à 1850, Vassiliev résida à la Mission orthodoxe de Pékin, où il étudia de nombreux manuscrits bouddhistes ignorés. Revenu en Russie en 1850, il obtint la chaire de philologie chinoise à l'Université de Kazan. Il fut élu à l'Académie des sciences de Saint-Pétersbourg en 1886 et dirigea le département des études orientales de l'Université de Saint-Pétersbourg de 1878 à 1893.
Son œuvre majeure est une histoire du bouddhisme en trois volumes (1857, 1860, 1865). Le premier volume a été rapidement traduit en allemand et en français. Une autre de ses œuvres importantes, L'Islam en Chine, n'a été traduite en anglais qu'en 1958. Certains des travaux les plus ambitieux de Vassiliev sont restés inédits et ont été détruits par la négligence de ses domestiques.
Son petit-fils Nikolaï Vassiliev (en) (1880-1940) a été un important logicien.